# Primera División de Antigua y Barbuda 2022-23
La Primera División de Antigua y Barbuda 2022-23 es la edición número 49 de la Primera División de Antigua y Barbuda. La temporada comenzó el 26 de noviembre de 2022 y terminará en junio de 2023.

## Formato
Ahora con 16 equipos juegan sistema de todos contra todos 2 veces totalizando 30 partidos para cada uno. Al término de la temporada el campeón de cumplir los requisitos establecidos participará en la CONCACAF Caribbean Club Shield 2024. Del otro lado los 4 últimos descenderán a la Primera Liga de Antigua y Barbuda 2023-24.

## Equipos participantes
- All Saints United
- BlueJays (P)
- Empire (P)
- Five Islands
- Grenades
- Hoppers
- Liberta
- Old Road
- Ottos Rangers
- Parham
- Pigotts Bullets
- SAP (P)
- Swetes
- Tryum (P)
- Villa Lions (P)
- Willikies (P)

## Desarrollo

### Clasificación
| Pos. | Equipo           | Pts. | PJ | G  | E | P  | GF | GC | Dif. | Clasificación o descenso 2023-24 |
| ---- | ---------------- | ---- | -- | -- | - | -- | -- | -- | ---- | -------------------------------- |
| 1    | Grenades         | 36   | 14 | 12 | 0 | 2  | 44 | 13 | +31  | CFU Club Shield 2024             |
| 2    | All Saint United | 31   | 13 | 10 | 1 | 2  | 43 | 14 | +29  |                                  |
| 3    | Villa Lions      | 31   | 14 | 10 | 1 | 3  | 29 | 14 | +15  |                                  |
| 4    | Old Road         | 24   | 14 | 6  | 6 | 2  | 32 | 22 | +10  |                                  |
| 5    | Willikies        | 23   | 12 | 7  | 2 | 3  | 23 | 13 | +10  |                                  |
| 6    | Tryum            | 22   | 14 | 7  | 1 | 6  | 23 | 26 | −3   |                                  |
| 7    | Swetes           | 21   | 14 | 6  | 3 | 5  | 23 | 27 | −4   |                                  |
| 8    | SAP              | 19   | 13 | 6  | 1 | 6  | 37 | 30 | +7   |                                  |
| 9    | Ottos Rangers    | 19   | 13 | 6  | 1 | 6  | 23 | 27 | −4   |                                  |
| 10   | Hoppers          | 18   | 13 | 5  | 3 | 5  | 19 | 20 | −1   |                                  |
| 11   | Empire           | 17   | 13 | 5  | 2 | 6  | 27 | 25 | +2   |                                  |
| 12   | Parham           | 15   | 14 | 4  | 3 | 7  | 17 | 24 | −7   |                                  |
| 13   | Pigotts Bullets  | 14   | 13 | 4  | 2 | 7  | 15 | 24 | −9   | Primera Liga 2023-24             |
| 14   | BlueJays         | 7    | 13 | 2  | 1 | 10 | 10 | 29 | −19  | Primera Liga 2023-24             |
| 15   | Five Islands     | 3    | 14 | 0  | 3 | 11 | 12 | 42 | −30  | Primera Liga 2023-24             |
| 16   | Liberta          | −4   | 11 | 0  | 2 | 9  | 14 | 41 | −27  | Primera Liga 2023-24             |

Actualizado a los partidos jugados el 9 de marzo de 2023.
 Fuente: Soccerway
Notas:
1. ↑  El Liberta SC se le descontó 6 puntos por no presentarse en los dos primeros partidos.